# 73式小型トラックに関連する作品の一覧

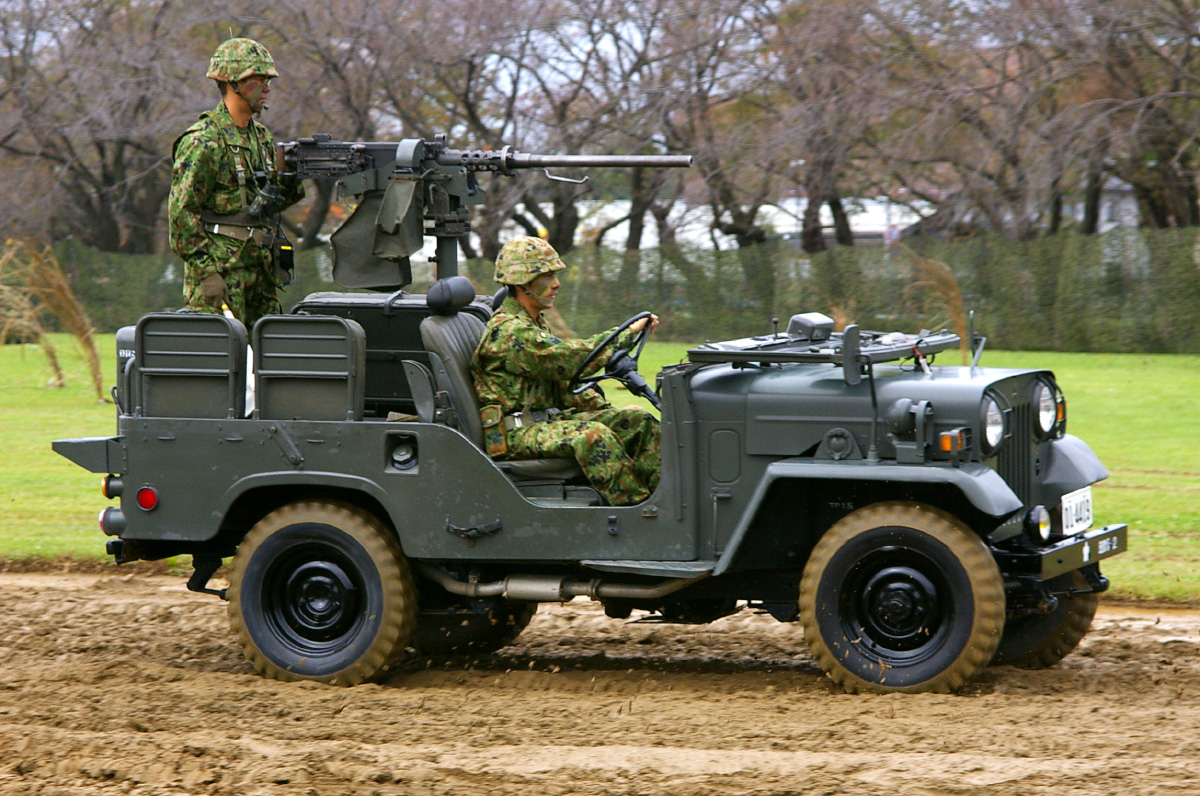
73式小型トラック（旧型）

73式小型トラックに関連する作品の一覧（ななさんしきこがたトラックにかんれんするさくひんのいちらん）は、自衛隊が装備する汎用小型軍用車両（トラック）、73式小型トラック（1/2tトラック）に関連する作品の一覧である。
73式小型トラックは、73式中型トラック・73式大型トラックとともに自衛隊において最も一般的な車両であり、そのため、自衛隊が登場する映画・テレビドラマに出演することが多い。

## 映画

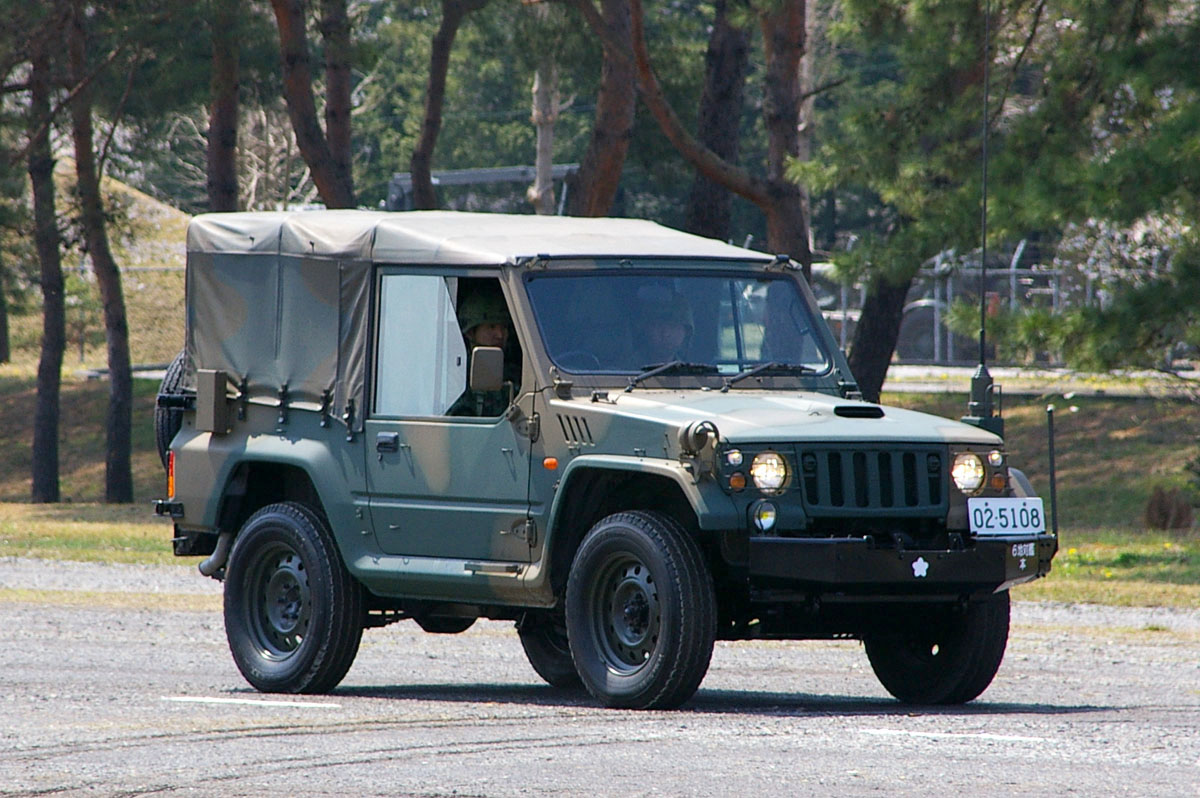
73式小型トラック（新型）

『暗殺教室〜卒業編〜』
新型が登場。殺せんせー抹殺のための「最終ミッション」に参加しており、対超生物バリアで覆われた椚ヶ丘中学校3年E組校舎の周囲に展開している。
『ウルトラシリーズ』
『ウルトラマンコスモス THE FIRST CONTACT』
国家緊急部隊シャークスの車両として旧型が登場。Kニュータウンの遺跡公園に呑龍が出現したことを受けて出動する。
『ULTRAMAN』
自衛隊特務機関「BCST」の車両として旧型が登場。1/4tトラックとともにBCSTの研究施設に配備されており、主人公も研究施設から脱走する際に強奪して乗車する。
また、陸上自衛隊の旧型・新型も登場しており、主人公が操縦するセスナ 172の着陸のために封鎖された国道87号線や、ビースト・ザ・ワンの潜伏を受けて特別警戒宣言が発令された西新宿に展開している。
撮影には第303輸送中隊などの車両が使用されている。
『シン・ウルトラマン』
陸上自衛隊の新型が登場。神北市へのガボラ出現を受けて設置された現地合同対策本部や、日本政府とメフィラスによるベーターボックスの受領式典会場の周囲に配置されている。

『オー・マイ・ゼット!』
新型が登場。ゾンビ掃討のために全国各地に派遣される自衛隊員を輸送する。
『神さまの言うとおり』
旧型と新型が登場。上空に謎の立方体が静止した東京タワーの周囲に展開している。
『ガメラシリーズ』
『ガメラ 大怪獣空中決戦』
全編に渡って陸上自衛隊の旧型が登場。福岡ドームでのギャオス捕獲作戦の際にドーム前に配置されているほか、東海地方での81式短距離地対空誘導弾によるガメラ迎撃と、それに続く富士裾野での対ガメラ戦などに参加している。
撮影には、福岡ドームのシーンでは第4後方支援連隊所属車両、東海地方のシーンでは高射学校所属車両、富士裾野のシーンでは第1偵察隊所属車両が使用されている。
『ガメラ2 レギオン襲来』
全編に渡って陸上自衛隊の旧型が登場。冒頭では化学防護小隊の車両が真駒内駐屯地から出動して支笏湖南西に落下した隕石の調査に参加しており、大宮化学学校から派遣されてきた主人公らも搭乗する。続いて、札幌に出現した草体および札幌市営地下鉄構内の調査に向かう化防小隊を輸送し、草体の爆破が決定されると、攻撃に向かう普通科部隊を輸送する。その後は、札幌に続いて草体が出現した仙台へ出動し、避難民の輸送を支援する。終盤では、足利市から利根川にかけて行われた対レギオン戦に参加し、その過程でNTT北海道社員の帯津を栗橋通信所から名崎送信所まで輸送する。
撮影には、支笏湖と札幌のシーンでは第11師団司令部付隊所属車両、仙台のシーンでは第22普通科連隊所属車両、対レギオン戦のシーンでは第1普通科連隊所属車両が使用されている。
『ガメラ3 邪神覚醒』
新型が日本映画初登場。ガメラとギャオスが交戦した後の渋谷に第1普通科連隊の車両が災害派遣される。また、第37普通科連隊所属車両がイリスに襲撃された南明日香村の調査に参加し、その後もイリスに対する防衛出動命令を受け、信太山駐屯地から吉野山まで前進する普通科隊員を輸送する。
『小さき勇者たち〜ガメラ〜』
陸上自衛隊の旧型が登場。ジーダスの襲撃を受けた緋島に派遣されており、その際にトトの名古屋への移送にも参加している。その後、名古屋でジーダスを倒したトトの再確保に赴いているが、子供たちに進路を塞がれ失敗する。
作品の舞台は愛知県だが、撮影に使用された車両の仕様は北海道に駐屯する第10普通科連隊のものとなっている。

『仮面ライダーシリーズ』
『劇場版 仮面ライダーアギト PROJECT G4』
陸上自衛隊の旧型が登場。73式大型トラックとともに、陸上自衛隊八王子駐屯地（架空）に配備されている。
『劇場版 仮面ライダー電王&キバ クライマックス刑事』
旧型と新型が登場。銀行強盗犯のトヨタ・セリカと警視庁のパトロールカーがカーチェイスを繰り広げる、東京都ミドリ町付近に駐車されている。
陸上自衛隊広報センターの撮影協力によって、ロケ地となった朝霞駐屯地の車両が映り込んでいる。
『仮面ライダーW FOREVER AtoZ/運命のガイアメモリ』
傭兵集団「NEVER」の車両として旧型が登場。NEVERによる風都タワー占拠の際に使用される。

『感染列島』
陸上自衛隊の旧型が登場。ウイルス「ブレイム」による新型感染症が発生した地域の封鎖や、逃走する感染者の確保などに従事する。
『木更津キャッツアイ ワールドシリーズ』
陸上自衛隊の旧型が登場。木更津房総駐屯地（架空）内を走行している他、かつて日米親善高校野球大会のアメリカチームを乗せて木更津沖で沈没した船が、自衛隊によって引き揚げられる際に支援にあたる。
『銀魂2 掟は破るためにこそある』
鬼兵隊の車両として旧型と新型が登場。真選組局長が乗った列車を襲撃するが、真選組のパトロールカーで追走してきた万事屋一行の攻撃を受け数輌が破壊される。
『劇場版 ラジエーションハウス』
陸上自衛隊の新型が登場。台風8号の通過による土砂崩れなどの被害と、それに起因するカンピロバクター腸炎の蔓延に見舞われた伊豆諸島美澄島へ災害派遣される。
『ゴジラシリーズ』
『ゴジラvsビオランテ』
陸上自衛隊の旧型が多数登場。ゴジラとビオランテの接触に備えて芦ノ湖周辺に展開する第1あるいは第34普通科連隊を輸送するほか、その後にゴジラに対して若狭で行われた「サンダービーム作戦」にも、1/4tトラックとともに支援部隊などとして参加する。
『ゴジラvsキングギドラ』
陸上自衛隊の旧型が登場。富士山麓に着陸したMOTHERに撃墜されたOH-6Dの捜索に向かっているほか、74式戦車など自衛隊車両群ともにMOTHERを包囲する。また、ゴジラの北海道への上陸の際に美幌駐屯地内を走行する車両が映し出されている。
『ゴジラvsモスラ』
陸上自衛隊の旧型が登場。国会議事堂に繭を張るモスラを包囲する。
『ゴジラ2000 ミレニアム』
第1師団所属の旧型・新型が登場。1/4tトラックとともに東海村での対ゴジラ迎撃戦に参加するほか、ミレニアンのUFOに占拠された西新宿のシティタワーの周囲に展開し、住民の避難誘導や警戒任務に当たっている。
撮影には第32普通科連隊などの車両が用いられている。
『ゴジラ×メガギラス G消滅作戦』
旧型の民生版（ショートホイールベース）であるJ55型ジープが陸上自衛隊の車両として登場。冒頭で大阪にゴジラが襲来した際に対ゴジラ特殊部隊所属車両が中之島へと向かっているほか、芝浦分屯地や白州のディメンション・タイド実験現場、メガヌロンの活動によって水没した渋谷やゴジラの上陸が迫るお台場などにも1/4tトラックとともに展開する。なお、対ゴジラ特殊部隊の車両は荷台上部に4基の投光器を備えている。
『ゴジラ・モスラ・キングギドラ 大怪獣総攻撃』
防衛軍（防衛陸軍）の車両として旧型が登場。1/4tトラックなどとともに、対ゴジラ迎撃戦が行われる横浜市に展開するが、ゴジラの放射熱線を受けて破壊される。
『ゴジラ×メカゴジラ』
陸上自衛隊の新型が登場。ゴジラが上陸した館山市へ出動するほか、品川方面からゴジラが上陸してくることを受け、迎撃部隊を先導している。
また、特生自衛隊の車両としても旧型・新型双方が登場しており、旧型は3式機龍の暴走で全壊となった八景島へ災害派遣として1/4tトラックなどとともに出動。新型は特生自衛隊八王子駐屯地（架空）内に駐車している。
そのほか、73式小型トラックをモデルとした架空兵器「73式小型車」が、特生自衛隊の車両として全編に渡って登場している。
『ゴジラ×モスラ×メカゴジラ 東京SOS』
陸上自衛隊の旧型・新型が登場。旧型はゴジラを攻撃する88式地対艦誘導弾に随伴している。新型は連隊指揮所が置かれた日比谷公園に配置され、戦いの終結後には、被災状況確認および復興支援に向かう普通科隊員たちを輸送する。
特生自衛隊所属とされる新型も登場しており、カメーバの死体が漂着した九十九里浜に出動している。
また、特生自衛隊の73式小型車も前作『ゴジラ×メカゴジラ』から引き続き全編に渡って登場する。
『シン・ゴジラ』
陸上自衛隊の新型が登場。立川広域防災基地内に配置されており、終盤では、ゴジラに対する「ヤシオリ作戦」に参加する第32普通科連隊所属車両の出撃前の様子が描かれる。また、ゴジラの東京襲来を受けて伊勢崎市に設けられた避難所にも派遣されている。

『最終兵器彼女』
陸上自衛隊の旧型が登場。敵側各国との戦争の中で、最終兵器へと改造された少女「ちせ」と行動をともにする部隊に、1/4tトラックとともに配備されており、ちせが戦場から帰投する際に乗車するシーンもある。
作品の主な舞台は北海道だが、登場する車両には広島県に駐屯する第47普通科連隊の部隊標識が描かれている。
『ザ・クリエイター/創造者』
アメリカ陸軍の車両として新型が登場。機能を停止したと見られていた少女型のAI兵器「アルファ・オー」を、焼却処分のためにロサンゼルスのフォート・ヴァラーからグラウンド・ゼロまで移送する車列を護衛するが、主人公の手引きにより、実際にはスタンバイ状態にあったアルファ・オーの逃走を許す。その後は、ロサンゼルス国際宇宙空港まで彼らを追跡する。
『サトラレ TRIBUTE to a SAD GENIUS』
陸上自衛隊の旧型が登場。身延山で発生した飛行機事故を受け、墜落したボーイング 737へと向かう部隊に含まれている。
撮影には第34普通科連隊所属車両が用いられている。
『散歩する侵略者』
新型が登場。宇宙人が潜伏している市街地に展開しており、高機動車とともに宇宙物理学者を乗せたトヨタ・センチュリーを護衛する。
『屍人荘の殺人』
新型が登場。バイオテロによってゾンビウイルスの集団感染が発生した長野県婆可安湖畔へと派遣される。
『首都消失』
陸上自衛隊の旧型が1/4tトラックとともに登場。異常物体O対策本部や、東京を覆った「雲」（物体O）の調査時に負傷したEP-3Eの乗員が入院中の病院に配置されている他、SCMトラックによる「雲」への突入準備にも参加する。
『ゼブラーマン』
旧型が登場。宇宙人が出現した横浜市八千代小学校周囲の包囲と後処理に従事する。
『戦国自衛隊』
戦国時代へタイムスリップした自衛隊の装備として、陸上自衛隊の旧型が登場。62式7.62mm機関銃を搭載しており、襲撃してくる戦国武者たちに対して、主人公の伊庭三尉が機銃掃射を行う。
『戦国自衛隊1549』
陸上自衛隊の新型が登場。人工磁場シールドの極秘実験中の事故によって1547年時の地形と入れ替わった東富士演習場の現場まで、神崎二尉を輸送する。また、富士山麓の虚数空間周囲に設けられた偽装基地内などにも駐車している。

『宣戦布告』
第14普通科連隊所属の旧型が登場。敦賀半島に侵入した北東人民共和国特殊部隊の対処に出動するほか、現場を監督する防衛局員を連隊指揮所まで輸送する。
本作は自衛隊の協力を得ることができなかったため、撮影には民間が所有する車両が使用されている。
『戦争の犬たち』
ラオタイ政府軍の車両として旧型が登場。ラオタイ愛国戦線とのゲリラ戦が続く競合地区へ侵入する主人公ら日本人雇兵部隊を護衛するが、愛国戦線のゲリラの襲撃を受けて搭乗する兵士が全滅し、放棄される。
『大怪獣のあとしまつ』
特務隊所属車両として警務隊仕様を含む新型が登場。主人公も乗車する。全編に渡って、利根川下流域に鎮座する怪獣「希望」の死体処理に従事している他、3年前の回想シーンにおいても特務幹部学校の車両が未知の光球の調査に持ち出されている。
『大怪獣ブゴン』
旧型が登場。出現地点の伽藍岳から別府市市街地へ進攻するブゴンの迎撃に出動し、杉乃井ホテル付近での攻撃の際には、戦車隊の指揮を執る連隊長らをホテルまで輸送する。
撮影には民間が所有する車両が使用されており、部隊標識は「特派」となっている。
『デスカッパ』
陸上自衛隊の新型が登場。大都市に出現したハンギョラスに対して出動する部隊に含まれている。
『図書館戦争』
関東図書隊の車両として新型が登場。関東図書基地（武蔵野第一図書館）に配備されており、市街巡回や野営訓練、閉館に伴う小田原の情報歴史図書館の所蔵資料引き取りに赴く際などに、主人公を含む図書特殊部隊隊員の移動手段として度々用いられる。
『図書館戦争 THE LAST MISSION』
関東図書隊の車両として新型が登場。メディア良化委員会の検閲対象となった図書の武蔵野第一図書館への輸送や、茨城県近代美術館での「未来への自由展」開催に伴う会場警備、および会場で展示される『図書館法規要覧』の保管場所となった水戸図書館への図書特殊部隊の展開などに使用される。

『日本沈没』（2006年版）
陸上自衛隊の新型が登場。「日本沈没」が進行する中、災害派遣で日本各地の被災地へ向かう自衛隊員を輸送する。
『バトル・ロワイアルII 鎮魂歌』
防衛軍の車両として旧型が登場。BRIIの対象となった鹿之砦中学校3年B組の生徒が乗るいすゞ・スーパークルーザーを先導し、その後もBRIIの本部で使用されている。
『マリと子犬の物語』
陸上自衛隊の新型が登場。新潟県中越地震に伴う災害派遣において、山古志村の村民たちの避難先となった長岡市の避難所に展開している。
『八岐之大蛇の逆襲』
防衛隊第13連隊の車両として旧型が登場。米子市に八岐之大蛇が出現したことを受けて出撃する。
第3師団の車両を撮影した映像が使用されている。
『リターナー』
旧型が登場。不発弾が発見されたという名目でのダグラの宇宙船が墜落した指宿山の封鎖や、国立宇宙開発研究所への宇宙船の搬入作業に従事している。

## テレビドラマ・オリジナルビデオ
『MM9－MONSTER MAGNITUDE－』
第13話に陸上自衛隊の旧型が登場。本栖湖から出現したフルドネラ（老体）に対して1/4tトラックなどとともに出動し、河口湖湖畔に展開している。
『SFX巨人伝説ライン』
陸上自衛隊の車両が登場。第10話と第11話では富士教導団所属の旧型がバグズンを攻撃するために出動し、富士山西側の富士絶対防衛線に展開する。第13話では旧型と新型が九十九里海岸に上陸したレッドコングを迎撃するために出動し、その中の60式106mm無反動砲を搭載した旧型がレッドコングを攻撃する。
第10話・第11話では作中の描写通り富士教導団所属車両が撮影に使用され、第13話では第32普通科連隊所属車両を撮影した映像が使用されている。
『THE DAYS』
第6話・第8話に第6特科連隊所属の新型が登場。福島第一原子力発電所事故を受けて消防車とともに災害派遣され注水作業に従事するが、3号機の水素爆発に巻き込まれて走行不能に陥り、放棄される。
『いざ、という時のために』
陸上幕僚監部の企画による予備自衛官等制度広報ドラマ。第7施設群所属の新型が登場。土砂災害の発生を受けて現場へと災害派遣される。
『ヴィジュアル・バンディッツ』
第1話に陸上自衛隊の新型が登場。習志野空挺団あるいは富士第3偵察連隊所属とされる車両が、群馬県北西部に出現した巨大生物を捕獲もしくは駆除すべく、1/4tトラックなどとともに災害派遣扱いで出動する。
『ウルトラゾーン』
#19・20内の「最後の攻撃命令」に防衛軍の車両として旧型が登場。1/4tトラックとともに、防衛軍本部近辺に出現したキングジョーの周囲に展開しており、隊長として本部に赴く主人公も搭乗する。
『仮面ライダーシリーズ』
『仮面ライダー555』
第21話に陸上自衛隊の旧型が登場。多数の73式大型トラックとともにタイヤを外された状態で、仮面ライダーファイズと3体のオルフェノクとの戦闘現場に駐車されている。
『RIDERTIME 仮面ライダージオウvsディケイド 7人のジオウ!』
警務隊仕様の新型からパトライトを取り除いた車両が登場。第1話ラストシーンにて、真実のソウゴを探していた門矢士が運転。第2話では、ソウゴFをこの車輌で追い詰めた後に仮面ライダーディケイドに変身して戦闘する。その後も最終話中盤まで登場する。
ちなみに、本作ではナンバープレートが「右央地300 つ・293」となっており、ツカサ-士と読むことができる。右央地とは『仮面ライダージオウ』本編に登場した「右央地区」のことを指すと思われる。

『星間特捜アサルトライザー』
陸上自衛隊の車両が登場。第1話では旧型と新型が名古屋に襲来したドドゴに、第3話では旧型が東シナ海から日本に上陸した金剛コングに対して出動し、両話ともに60式106mm無反動砲を装備した旧型は攻撃にも参加する。
『アサルトキッズ鉄腕ルナ』
第1話にアサルト防衛隊の車両として新型が登場。多目的訓練室を備えたアサルト防衛隊の施設前に駐車されている。

『戦国自衛隊・関ヶ原の戦い』
戦国時代へタイムスリップした自衛隊の装備として、第1師団所属の新型が登場。2人の主人公がそれぞれ率いる普通科小隊に1両ずつ配備されており、5.56mm機関銃MINIMIを搭載して、戦国武者たちに機銃掃射を行う。
撮影には、トヨタ・ランドクルーザーを改造して製作されたレプリカが用いられている。
『鉄甲機ミカヅキ』
第1話に第1特科連隊所属の旧型が登場。六本木上空のスイカイドム調査のために出動するが、スイカイドムに跳ね返された調査ロケットの爆発に巻き込まれ、全滅する。
また、第1話にはAIT（マクハリ）の車両として旧型の民生版であるJ24型ジープも登場しており、スイカイドム出現を受けて出動したAIT機動班の移動手段となる。
『特命刑事』
第10話に、自衛隊のBC兵器研究組織「都倉機関」の車両として旧型が登場。都倉機関の北富士化学研究所への突入を図るマッドポリス（MP）の面々を、大量の1/4tトラックなどとともに富士裾野で迎え撃つが、車上からの銃撃戦を経てMPの突破を許す。
『図書館戦争 ブック・オブ・メモリーズ』
関東図書隊の車両として新型が登場。関東図書基地（武蔵野第一図書館）へのメディア良化隊の来訪を受け、警戒体制に伴う配置につく。
『日本沈没-希望のひと-』
第5話に警務隊仕様を含む陸上自衛隊の新型が登場。第55普通科連隊（架空）所属とされる車両が、関東沿岸部の沈没に伴う神奈川県松葉町への災害派遣に参加している。
『バトルガール Tokyo Crisis Wars』
陸上自衛隊の旧型が登場。ゾンビ化した死者が蔓延した東京23区内で富士教導団の藤岡1尉が編成した人間狩り部隊「モンスターズ」が、生存者の東京脱出を阻止すべく品川へ赴く際に乗車する。
『パラレル東京』
第4話に陸上自衛隊の新型が登場。マグニチュード7.3の首都直下地震の発生を受けて被災地に災害派遣され、余震によって港北区で生じた土砂崩れの現場で救助作業にあたる。
『美少女新世紀 GAZER』
第1話に旧型が登場。ベクター生命科学研究所を隠れ蓑とした「GAZER」の指揮下にある車両が、UFOが落下した羽衣山の森林公園の封鎖に従事しており、友人らとともに落下現場への侵入を図る主人公の確保に赴く。
『ぼくらの勇気 未満都市』
陸上自衛隊の旧型が全編に渡って登場。1/4tトラックとともにT幕原型によるバイオハザードが発生した千葉県幕原地区の封鎖任務に従事する。
『世にも奇妙な物語 '16春の特別編』
通算第504話に政府軍の車両として新型が登場。ニュー・イバラキ軍との戦闘のために築久（架空の地名）の前線基地に配備されており、主に隊員の輸送に使用される。
『レスキューポリスシリーズ』
『特救指令ソルブレイン』
第20話に旧型の写真が登場。デビッド・コスギによって相模基地から強奪された自衛隊の装備のひとつとして、ソルブレインが入手した資料に添付されている。ただし、その後に登場する実車は1/4tトラックである他、資料ではアメリカ製とされている。
『特捜エクシードラフト』
第16話に旧型が登場。宇宙用ロボット「デューク」によって武器とともに自衛隊瑞穂基地から強奪され、復讐を動機とした東京都内各所の「日向愛」という名の女性をターゲットとした襲撃に使用される。なお、作中では「ジープ」と呼ばれている。

## アニメ・漫画
『代紋TAKE2』
陸上自衛隊の旧型が登場。12.7mm重機関銃M2を搭載しており、江原慎吾が雇った傭兵を制圧するためCH-47Jに搭載され、自衛隊員とともに東京へ輸送される。
『ガンダムビルドファイターズ』
主要登場人物の1人の愛車として、新型がたびたび登場する。
『クレヨンしんちゃん 激突! ラクガキングダムとほぼ四人の勇者』
第2後方支援連隊所属の新型が登場。未知の霧に覆われた春日部市の近郊に第1戦車大隊の74式戦車を輸送する73式特大型セミトレーラを先導する。ただし、実際の第2後方支援連隊は北海道の部隊である。ナンバープレートの数字は「28-9044」となっており、シリーズの劇場映画「28」作目の本作『ク(9)レ(0)ヨン(4)し(4)んちゃん』からもじっている。
『ゴジラ S.P ＜シンギュラポイント＞』
陸上自衛隊の新型が登場。第5話・第6話では千葉県逃尾市で行われたアンギラスに対する山狩りを支援しており、2輛が搭載した12.7mm重機関銃M2でアンギラスを攻撃するが、アンギラスが意図的に跳弾させた弾を浴びた1輛が破壊される。第7話では銀座付近で上陸したゴジラアンフィビアに対する警戒に当たり、第9話では蛹状になったゴジラアンフィビアへの航空攻撃に際して、爆撃損害評価（BDA）の報告などの前線航空管制を行う爆撃誘導員が移動手段として使用。その後も都内でゴジラに対する作戦行動に参加しており、第12話・第13話ではオオタキファクトリーの一行と合流した部隊の車両が、ゴジラウルティマが陣取る東京駅を目指すジェットジャガーを護衛し、車載火器を用いてラドンの群を引き離す囮の役を果たしている。
エンディングにも新型が登場しており、メガヌロンの死骸の周囲を封鎖している。
『コンクリート・レボルティオ〜超人幻想〜』
第3話に、内閣府国家公共保安部の車両として新型が登場。元日本兵とともにグアム島から帰国した人造人間男型丁號を、秘密裏に羽田空港から移送しようとするが、鋼鉄探偵ライトの襲撃を受け破壊される。
なお、登場シーンの舞台となる年代は神化47年（1972年相当）とされており、史実における新型の開発および73式小型トラックの採用より前となる。
『最臭兵器』
陸上自衛隊の旧型が登場。災害派遣で出動し、笹子トンネル付近で主人公が放つ臭気から逃げる避難民を救助していたが、その内の1両が撤退している最中、あまりの臭さで操縦手が気絶して事故を起こしてしまう。
『塩の街』
漫画版に陸上自衛隊の新型が登場。立川駐屯地司令の入江が、秋庭と真奈を駐屯地まで運ぶ際に使用する。原作の小説版では「ジープ」と呼称される車両（メーカー名のジープではなく、幌がかかった軍用車両の通称としての名称）が登場するが、詳細な車種は不明。
『続・戦国自衛隊』
漫画・小説版に戦国時代へタイムスリップした自衛隊の装備として、陸上自衛隊所属車両が登場。
漫画版では新型と旧型の両方が登場し、機関銃を搭載して「関ヶ原の戦い」などに投入されるが、徳川家康に味方するアメリカ軍のAH-64D アパッチ・ロングボウなどの攻撃によって殆どが破壊され、攻撃を免れた車両も戦場から離脱する際に故障するなどして、最終的には全車両を失うこととなる。
小説版では新型のみが登場するが、2両だけ破壊を免れており、その後の「大坂の陣」における戦いでも活躍している。
『大怪獣激闘 ガメラ対バルゴン COMIC VERSION』
陸上自衛隊の旧型が登場。三浦半島に出現したバルゴンへの対処に出動し、バルゴンの能力で正気を失った住民たちを救出する。
『地球の放課後』
第23話に新型が登場。大半の人類が「ファントム」に消し去られた世界で、87式偵察警戒車とともにアメ横で放置されている。
『マグマ大使』
OVA版第9話に旧型が登場。国東次長ら防衛庁情報局の人員が鬼虎神社周辺に展開する際に、1/4tトラックなどととともに使用する。
『魔法少女特殊戦あすか』
漫画版第16話に航空自衛隊那覇基地に配備されていた新型が登場。バベル旅団による那覇基地への魔術砲撃を受け、吹き飛ばされている。

## 小説
『ゲート 自衛隊 彼の地にて、斯く戦えり』
小説・漫画・アニメ版に異世界へ派遣された自衛隊の装備として、陸上自衛隊の新型が登場。主人公が所属する深部偵察隊の各隊に、指揮車として1両ずつ配備されている。
『小隊』
砂川文次の作品。第27普通科連隊第1中隊の所属車両として「パジェロ」の名称で新型が登場。安達三尉と木村一士が使用する。
『越境』
『小隊』の続編。引き続き「パジェロ」の名称で登場。『小隊』でのロシア軍による北海道侵攻から10年後、日本政府の統制を離れた第2師団が運用しており、道中で主人公が同乗する。また主人公が訪れた旧釧路市では、元々陸自が使っていた同車が一般車として使われていた。
『日本北朝鮮戦争 竹島沖大空海戦』
中村二尉と田宮二尉の移動手段として使用される。
『日本国召喚』
パーパルディア皇国に侵攻されたフェン王国へ、邦人救助に派遣された陸上自衛隊の戦闘団が50両を装備している。しかし作中で使用される描写はない。Web連載の漫画版では、パーパルディア皇国が占領する都市ニシノミヤコの奪還に際し、フェン王国軍の兵士らを輸送する。
『ラブコメ今昔』
有川浩の短編小説集。収録作の一作「秘め事」に新型が登場。主人公の手島岳彦二等陸尉が、明野駐屯地への見学に訪れる水田有希とその友人を送迎する際に使用する。
『ルーントルーパーズ 自衛隊漂流戦記』
異世界へ飛ばされた自衛隊の装備として、陸上自衛隊の新型が登場。主人公たちを乗せて情報収集を行っていた最中、突如として現れたゴーレムの襲撃を受ける。

## その他の映像作品
『帰り道は遠回りしたくなる』
MVに新型が登場。群馬県庁舎を訪れる模様が背景として映りこんでいる。
『絶対に笑ってはいけない地球防衛軍24時』
新型が登場。公園前から本部を目指すガースー黒光り地球防衛軍（G.D.F.E）の通勤バス（いすゞ・キュービック）と、数輌がすれ違う。
『メーデー!:航空機事故の真実と真相』
シーズン3第3話に旧型が登場。日本航空123便墜落事故の発生に際して、災害派遣として墜落現場へと出動する。
作中では実物の記録映像が使用されている。